# Rosmalen (stacja kolejowa)
Rosmalen – stacja kolejowa w Rosmalen, w prowincji Brabancja Północna, w Holandii. Stacja została otwarta 1 maja 1981 roku i leży na Brabantse Lijn (Tilburg – Nijmegen).